# Endicott (Nebraska)
Endicott es una villa ubicada en el condado de Jefferson en el estado estadounidense de Nebraska. En el Censo de 2010 tenía una población de 132 habitantes y una densidad poblacional de 109,13 personas por km².

## Geografía
Endicott se encuentra ubicada en las coordenadas 40°4′56″N 97°5′43″O / 40.08222, -97.09528. Según la Oficina del Censo de los Estados Unidos, Endicott tiene una superficie total de 1.21 km², de la cual 1.19 km² corresponden a tierra firme y (1.93%) 0.02 km² es agua.

## Demografía
Según el censo de 2010, había 132 personas residiendo en Endicott. La densidad de población era de 109,13 hab./km². De los 132 habitantes, Endicott estaba compuesto por el 100% blancos, el 0% eran afroamericanos, el 0% eran amerindios, el 0% eran asiáticos, el 0% eran isleños del Pacífico, el 0% eran de otras razas y el 0% pertenecían a dos o más razas. Del total de la población el 0.76% eran hispanos o latinos de cualquier raza.